# Сиднев, Алексей Матвеевич
Сиднев Алексей Матвеевич (1907, Саратов — 1958) — сотрудник советских органов госбезопасности, генерал-майор, Министр государственной безопасности Татарской АССР (1947—1948), личный помощник и заместитель И. А. Серова в Германии (1944—1946).
С 1939 по 1944 года — начальник Особых отделов НКВД Ленинградского военного округа, Северо-Западного фронта (1941 года), военной контрразведки Ленинградского военного округа. Член ВКП(б) с 1931 года.

## Биография
Родился в 1907 году в Саратове в семье кочегара. В 1924—1928 — рабочий на железной дороге. В 1928 году окончил рабочий университет в Саратове.
С 1928 года в РККА. В 1928—1932 — курсант Ленинградской военно-инженерной школы. С 1932 — командир взвода, командир роты в инженерном батальоне на Дальнем Востоке. В 1936—1939 на учёбе в Военно-инженерной академии РККА, окончил три курса.
С 1939 года в органах государственной безопасности. С февраля 1939 года до февраля 1941 — начальник Особого отдела НКВД Ленинградского военного округа. Во время Советско-финской войны (1939—1940) — начальник Особого отдела НКВД Северо-Западного фронта. В феврале — июле 1941 года — начальник 3-го отдела (военная контрразведка) Ленинградского военного округа.
В июле 1941 года — заместитель начальника Особого отдела НКВД Северного фронта, С августа 1941 года по май 1942 года — заместитель начальника Особого отдела НКВД Ленинградского фронта. С мая 1942 года по апрель 1943 — начальник Особого отдела НКВД Карельского фронта. С апреля 1943 года по март 1944 года — начальник Управления контрразведки (УКР) СМЕРШ Карельского фронта. В марте — июне 1944 года в распоряжении ГУКР СМЕРШ. С июня 1944 по июнь 1945 года — заместитель начальника УКР СМЕРШ 1-го Белорусского фронта. В июне — ноябре 1945 года заместитель начальника УКР СМЕРШ Группы советских оккупационных войск в Германии. С мая 1945 года по декабрь 1947 года — начальник оперсектора НКВД-МГБ в Берлине. В декабре 1947 — январе 1948 — министр государственной безопасности Татарской АССР.
31 января 1948 года арестован по «трофейному делу». 16 октября 1951 года Особым совещанием МГБ СССР приговорён к принудительному лечению в психиатрической больнице. 27 июля 1953 года постановлением 3-го управления МВД СССР мера пресечения изменена, из-под стражи освобождён. С 31 июля 1953 года уволен из МВД «по фактам дискредитации».
Умер в 1958 году. Похоронен на Ново-Волковском кладбище.

## Воинские и специальные звания
- Старший лейтенант
- Майор государственной безопасности (04.02.1939)
- Дивизионный комиссар (06.1941)
- Старший майор государственной безопасности (23.02.1942)
- Комиссар государственной безопасности (14.02.1943)
- Генерал-майор (26.05.1943)[2]

## Награды
- Орден Красного Знамени (15.01.1940)
- Орден Суворова 2-й степени (31.05.1945)
- Орден Кутузова 2-й степени (06.04.1945)
- Орден Отечественной войны 1-й степени (28.10.1943)
- 2 Ордена Красной Звезды (16.08.1936, 03.11.1944)
- Орден «Виртути Милитари» 3-й степени (Польша)
- Орден «Крест Грюнвальда» 2-го класса (Польша)
- Знак «Заслуженный работник НКВД» (02.02.1942)